# Habitat III
Habitat III est la Conférence des Nations unies sur le logement et le développement urbain durable qui s'est déroulée à Quito en Équateur, du 17 au 20 octobre 2016. Les conférences Habitat de l'ONU sur le logement suivent un cycle de 20 ans : 1976, 1996 et 2016, et forment une caisse de résonance qui accélère la prise en compte dans les politiques publiques des grandes thématiques urbaines. En 1976, Habitat I reconnaissait l’importance des villes et de l’urbanisation, en 1996 Habitat II soulignait l’importance du développement durable. Cette année 2016, le document préparatoire de la conférence Habitat III met en avant à de nombreuses reprises le besoin de faire évoluer l’urbanisme vers la co-construction avec la société civile. Le principal objectif de cette conférence est de redynamiser l’engagement mondial en faveur du développement urbain durable, en se centrant particulièrement sur la mise en œuvre d'un « Nouveau Programme pour les Villes ». À l’issue de la Conférence, une Déclaration non contraignante a été adoptée par les États membres ; elle est néanmoins décisive pour l’élaboration des politiques urbaines nationales.

## Contexte
L'Assemblée générale des Nations unies a décidé de convoquer la Conférence Habitat III dans sa résolution 66/207. Cette conférence renforce l'engagement mondial sur l'urbanisation durable, afin de se concentrer sur la mise en œuvre d'un “Nouveau Programme pour les Villes”. Elle est l'un des premiers sommets mondiaux des Nations unies après l'adoption de l' Agenda du développement après 2015 (en). Elle est considérée comme une occasion d'ouvrir des discussions sur des défis urbains et des questions importantes telles que la façon de planifier et de gérer les villes et les villages pour le développement durable. La discussion de ces questions charpentera la mise en œuvre d'un nouveau développement mondial et de nouveaux objectifs quant au changement climatique.
Habitat II, la deuxième Conférence des Nations unies sur les Établissements Humains, s'est tenue à Istanbul en Turquie du 3 au 14 juin 1996. Les résultats de la conférence ont été intégrés dans la Déclaration d'Istanbul. Les dirigeants mondiaux ont également adopté le Programme pour l'Habitat comme plan d'action mondial pour un logement décent pour tous, avec la notion de développement durable des établissements humains conduisant le développement d'un monde en pleine urbanisation.
Habitat I, la première Conférence des Nations unies sur les Établissements Humains, s'est tenue à Vancouver au Canada, du 31 mai au 11 juin 1976, les gouvernements ont commencé à reconnaître les conséquences de l'urbanisation rapide et la nécessité de développer des établissements humains durables, en particulier dans les pays en développement. Les résultats de cette conférence ont été intégrés à la Déclaration de Vancouver sur les Établissements Humains qui a réalisé un plan d'action avec 64 recommandations pour l'action nationale. La Conférence a également donné naissance au Centre des Nations unies pour les Établissements Humains - le CNUEH (United Nations Centre for Human Settlements - UNCHS) - ancêtre d'ONU-Habitat.

## Objectifs
Les objectifs de la Conférence sont de susciter un engagement politique renouvelé pour le développement urbain durable, d'évaluer les réalisations accomplies à ce jour, traiter la pauvreté, identifier et traiter les  nouveaux défis émergents. 
La conférence aboutira à un  document final rédigée de manière concise, ciblée, prospective et orientée vers l'action.
« We will support practices such as participatory planning and budgeting, citizen-based monitoring and co-planning that are rooted in new forms of direct partnership between state organizations and civil society. »
« We will implement the creation, promotion, and enhancement of participatory data platforms using technological and social tools available to transfer and share knowledge among national, sub-national, and local governments and other stakeholders, including non-state actors and people to enhance effective urban planning and management, efficiency, and transparency through e-governance, ICT assisted approaches, and open data. »

## Processus d'élaboration
Mis en place par l’Assemblée générale des Nations unies et co-présidé par l’Équateur et la France, le comité préparatoire est constitué de dix états membres des Nations unies : Allemagne, Chili, Émirats Arabes Unis, Indonésie, République Tchèque, Sénégal, Slovaquie, Tchad.
Après New York en septembre 2014 puis Nairobi en avril 2015, le comité préparatoire s'est réuni une troisième fois à Surabaya en juillet 2016.
Le processus préparatoire de la Conférence Habitat III repose sur différents types de contributions : rapports nationaux, documents de problématiques, documents de politiques. Ces documents ont structuré les débats officiels et la déclaration finale de la Conférence Habitat III. Toutes ces contributions ont servi à l’élaboration du projet de déclaration discuté lors de la Conférence.
Les rapports nationaux et régionaux visent à fournir une analyse globale sur l'état global de l'urbanisation ainsi que les bonnes pratiques et les outils à la fois au niveau politique et interventif. Des documents de travail sur tous les sujets concernant Habitat III ont été fournis conjointement par l'organisation des Nations unies.
Des réunions publiques régionales et thématiques fournissent des contributions officielles du processus d' Habitat III comme la Conférence Régionale pour l'Europe à Prague du 16 au 18 mars 2016.
Un total de 10 documents de politique générale sur les thèmes furent développés par des groupes  composés de 20 experts chacun, provenant de différentes régions géographiques.
Habitat III accueille la participation et les contributions de tous les États membres et toutes les parties prenantes: parlementaires, organisations de la société civile, gouvernements régionaux et locaux,  professionnels et chercheurs, universitaires, fondations, femmes et groupes de jeunes, syndicats et secteur privé, ainsi que les organisations du système des Nations unies et des organisations intergouvernementales.
Les dernières sessions des Forums urbains mondiaux, en particulier le dernier en date en 2014 à Medellín en Colombie, et les Forums urbains nationaux sont prises en considération afin de mettre en débat les sujets de priorités nationales. Une Assemblée Générale des Partenaires servira de plate-forme délibérative pour les partenaires non-gouvernementaux, pour développer un consensus autour d'un document final et d'autres questions connexes pour Habitat III. La campagne de promotion d' Habitat III s'accompagne d'une enquête citoyenne mondiale (2015/16) pour faire connaître le Nouvel Agenda Urbain.

## Le Secrétaire Général de la Conférence
Le Secrétaire Général de la Conférence Habitat III est Joan Clos, déjà directeur exécutif du Programme des Nations unies pour les établissements humains, après avoir été maire de Barcelone, ministre de l'Industrie, du Tourisme et du Commerce de l'Espagne, et ambassadeur d'Espagne en Turquie et en Azerbaïdjan. Selon Joan Clos, « la Conférence est une occasion unique pour repenser l'Agenda Urbain dans lequel les gouvernements peuvent répondre par la promotion d'un nouveau modèle de développement urbain en mesure d'intégrer toutes les facettes du développement durable afin de promouvoir l'équité, le bien-être et une prospérité partagée »